# 98 FM (Curitiba)
98 FM é uma emissora de rádio brasileira sediada em Curitiba, capital do estado do Paraná. Opera no dial FM, na frequência 98,9 mHz, sendo pertencente ao Grupo Paranaense de Comunicação.

## História
A emissora começou seus trabalhos em novembro de 1988, diferente de outras rádios jovens, a programação era (e é) inteiramente local. Em 1999 recebeu o Top of Mind Teen, como a rádio mais lembrada de seu público alvo. Em 2016 a 98 FM teve uma reformulação com uma linguagem mais moderna, incluindo mais outros estilos musicais como o pop, mas mantendo o sertanejo universitário que está em alta no mercado. Possui um dos principais volumes de audiência no dial curitibano.